# Okayama Seagulls 2018-2019
Questa voce raccoglie le informazioni riguardanti le Okayama Seagulls nella stagione 2018-2019.

## Organigramma societario
Area direttiva
- Presidente: Seiji Ichihara

Area tecnica
- Allenatore: Akiyoshi Kawamoto
- Assistente allenatore: Seiko Nakata, Yoshihiro Yamakawa
- Allenatore: Keisuke Yoshida, Chie Kanda, Takuya Asayama, Junko Kanamori

Area medica
- Medico: Kiyomi Funaki
- Nutrizionista: Maiko Kitamura

## Rosa
| N° | Nome                | Ruolo | Data di nascita   | Nazionalità sportiva |
| -- | ------------------- | ----- | ----------------- | -------------------- |
| 1  | Minami Yoshida      | S     | 27 maggio 1988    | Giappone             |
| 2  | Mai Yamaguchi       | C     | 7 marzo 1983      | Giappone             |
| 3  | Ayaka Taguchi       | C     | 11 novembre 1998  | Giappone             |
| 4  | Miharu Yoshioka     | S     | 14 settembre 1998 | Giappone             |
| 5  | Mizuki Ugajin       | P     | 16 settembre 1999 | Giappone             |
| 6  | Sanae Watanabe      | O     | 28 maggio 1998    | Giappone             |
| 7  | Moe Sasaki          | S     | 18 marzo 1992     | Giappone             |
| 8  | Mayu Oikawa         | C     | 26 giugno 1996    | Giappone             |
| 9  | Yuri Takayanagi     | S     | 19 aprile 2000    | Giappone             |
| 10 | Minami Nishimura    | L     | 23 marzo 2000     | Giappone             |
| 11 | Moe Takayanagi      | C     | 27 novembre 1998  | Giappone             |
| 12 | Anna Imura          | C     | 13 giugno 1996    | Giappone             |
| 13 | Hikari Isobe        | S     | 22 settembre 1996 | Giappone             |
| 14 | Haruka Miyashita    | P     | 1º settembre 1994 | Giappone             |
| 15 | Mayu Takada         | P     | 22 marzo 1995     | Giappone             |
| 16 | Eima Kanako         | L     | 23 aprile 1999    | Giappone             |
| 17 | Hinako Hayashi      | S     | 30 agosto 1996    | Giappone             |
| 18 | Syuka Kaneda        | S     | 6 giugno 1996     | Giappone             |
| 19 | Yuki Morita         | L     | 27 febbraio 1998  | Giappone             |
| 20 | Aki Maruyama        | L     | 6 ottobre 1990    | Giappone             |
| 21 | Yurika Kono         | C     | 8 aprile 1996     | Giappone             |
| 22 | Koyuki Okusu        | C     | 13 novembre 1992  | Giappone             |
| 23 | Akari Maeda         | S     | 28 maggio 1999    | Giappone             |
| 24 | Kanon Sonoda        | P     | 19 aprile 2000    | Giappone             |
| 25 | Saki Goya           | S     | 21 giugno 2000    | Giappone             |
| 26 | Sora Nagase         | C     | 18 agosto 1999    | Giappone             |
| 27 | Yoshie Narasaki     | L     | 20 ottobre 1997   | Giappone             |
| 28 | Aimi Kawashima      | C     | 15 aprile 1990    | Giappone             |
| 31 | Natsuki Onodera     | P     | 16 giugno 1999    | Giappone             |
| 32 | Hibiki Shimotsukasa | S     | 30 aprile 1999    | Giappone             |

## Statistiche

### Statistiche dei giocatori
| Giocatrice      | V.League Division 1 | V.League Division 1 | V.League Division 1 | V.League Division 1 | V.League Division 1 |
| Giocatrice      | P                   | PT                  | AV                  | MV                  | BV                  |
| --------------- | ------------------- | ------------------- | ------------------- | ------------------- | ------------------- |
| S. Goya         | -                   | -                   | -                   | -                   | -                   |
| H. Hayashi      | 2                   | 9                   | 9                   | 0                   | 0                   |
| A. Imura        | 21                  | 108                 | 79                  | 22                  | 7                   |
| H. Isobe        | -                   | -                   | -                   | -                   | -                   |
| E. Kanako       | 13                  | 0                   | 0                   | 0                   | 0                   |
| S. Kaneda       | 22                  | 350                 | 327                 | 13                  | 10                  |
| A. Kawashima    | 19                  | 103                 | 72                  | 26                  | 5                   |
| Y. Kono         | 109                 | 105                 | 76                  | 27                  | 2                   |
| A. Maeda        | -                   | -                   | -                   | -                   | -                   |
| A. Maruyama     | 11                  | 0                   | 0                   | 0                   | 0                   |
| H. Miyashita    | 22                  | 41                  | 17                  | 19                  | 5                   |
| Y. Morita       | 13                  | 0                   | 0                   | 0                   | 0                   |
| S. Nagase       | 2                   | 2                   | 2                   | 0                   | 0                   |
| Y. Narasaki     | 22                  | 1                   | 0                   | 0                   | 1                   |
| M. Nishimura    | 8                   | 4                   | 4                   | 0                   | 0                   |
| M. Oikawa       | 12                  | 9                   | 5                   | 3                   | 1                   |
| K. Okusu        | 5                   | 28                  | 21                  | 4                   | 3                   |
| N. Onodera      | 7                   | 0                   | 0                   | 0                   | 0                   |
| M. Sasaki       | 22                  | 328                 | 309                 | 13                  | 6                   |
| H. Shimotsukasa | -                   | -                   | -                   | -                   | -                   |
| K. Sonoda       | -                   | -                   | -                   | -                   | -                   |
| A. Taguchi      | -                   | -                   | -                   | -                   | -                   |
| M. Takada       | 2                   | 0                   | 0                   | 0                   | 0                   |
| M. Takayanagi   | -                   | -                   | -                   | -                   | -                   |
| Y. Takayanagi   | 1                   | 0                   | 0                   | 0                   | 0                   |
| M. Ugajin       | 12                  | 14                  | 13                  | 0                   | 1                   |
| S. Watanabe     | 22                  | 249                 | 221                 | 15                  | 13                  |
| M. Yamaguchi    | 20                  | 57                  | 48                  | 9                   | 0                   |
| M. Yoshida      | 17                  | 28                  | 27                  | 1                   | 0                   |
| M. Yoshioka     | 14                  | 68                  | 66                  | 1                   | 1                   |

P = presenze; PT = punti totali; AV = attacchi vincenti; MV = muri vincenti; BV = battute vincenti

NB: Non sono disponibili i dati relativi alla Coppa dell'Imperatrice, al Torneo Kurowashiki e di conseguenza quelli totali